# Kóraku-en

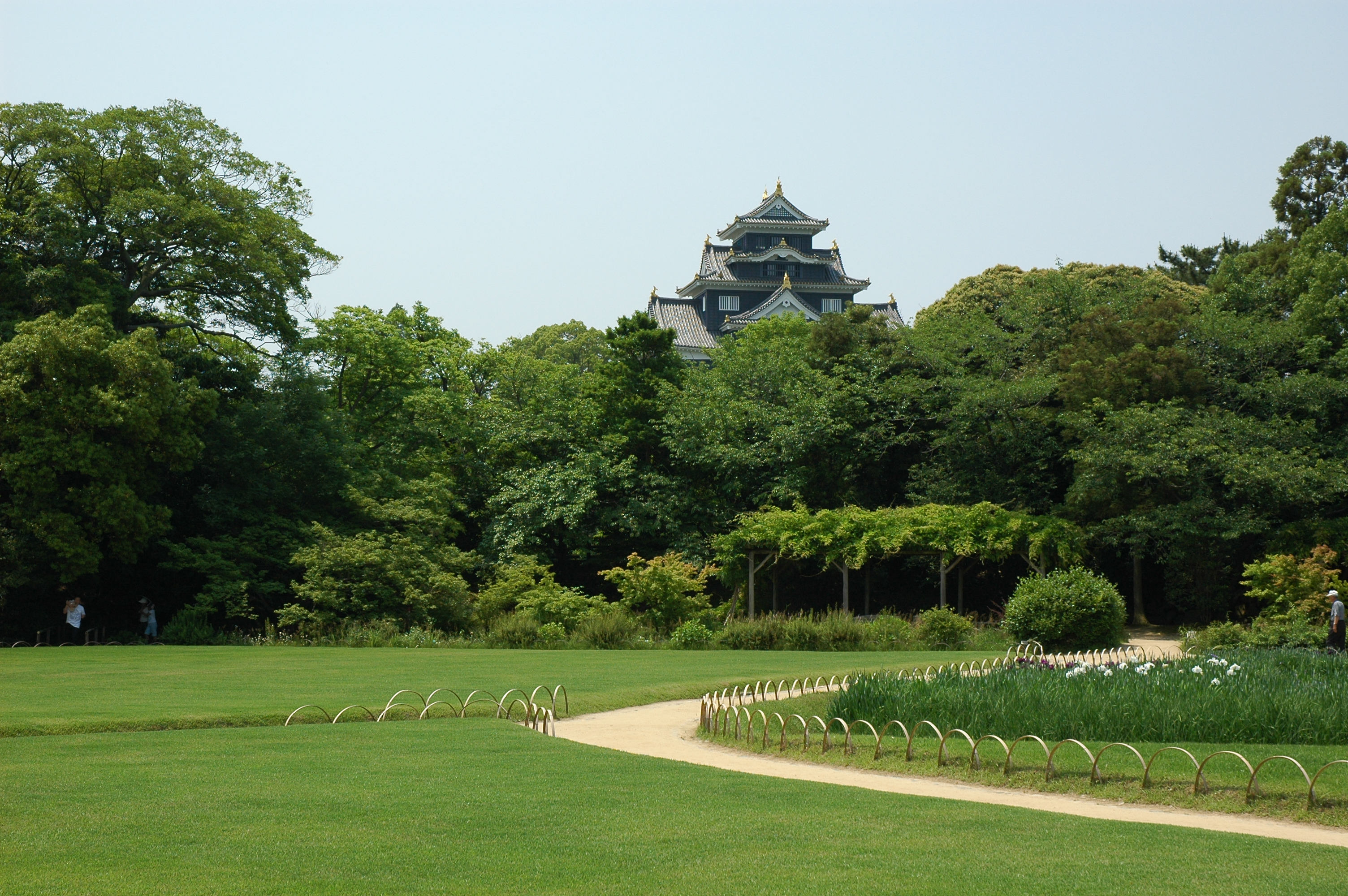
Pohled na zahradu Kóraku-en (v pozadí hrad Okajama)

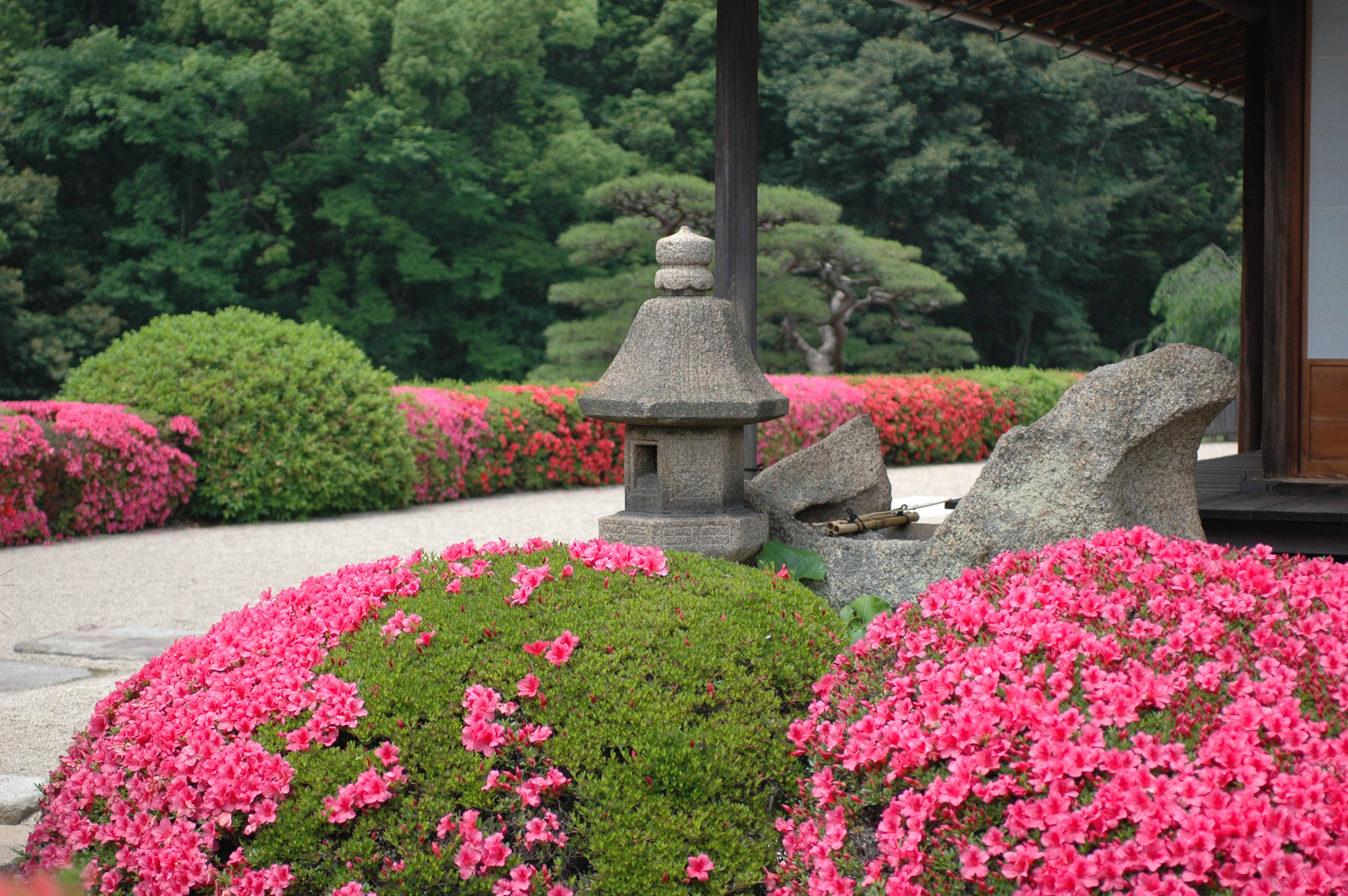
Prostranství před pavilonem Enjótei

Zahrada Kóraku-en (japonsky 後楽園庭園; Kórakuen Teien) leží v prefektuře Okajama na ostrově Honšú v Japonsku. Společně se zahradami Kenroku-en a Kairaku-en tvoří tzv. „Tři nejkrásnější zahrady Japonska“.
Zahrada byla založena v roce 1687 a dokončil ji místní lenní pán Ikeda Cunamasa v roce 1702. V roce 1871 byla darována prefektuře Okajama a v roce 1884 zpřístupněna veřejnosti. Dnes zabírá plochu 13 hektarů.